# Барсова, Валерия Владимировна
Вале́рия Влади́мировна Ба́рсова (настоящие имя и фамилия — Калерия Владимирова; 1892—1967) — русская, советская оперная певица (лирико-колоратурное сопрано), педагог, общественный деятель. Лауреат Сталинской премии l степени (1941). Народная артистка СССР (1937).

## Биография
Валерия Владимирова родилась 1 (13) июня 1892 года в Астрахани, в семье типографского служащего.
Пению обучалась у своей сестры Марии Владимировны Владимировой (1879—1965), певицы (сопрано), солистки Мариинского театра (1911—1916), с 1925 преподававшей в Московской консерватории (профессор с 1939, заслуженный деятель искусств РСФСР с 1945).
Училась в Астраханском музыкальном училище (ныне Астраханский музыкальный колледж им. М.П. Мусоргского). Брала уроки вокала в Калуге у И. Я. Коншиной-Реутовой. В 1919 году окончила Московскую консерваторию по классам фортепиано (у А. А. Ярошевского, затем у А. П. Островской) и сольного пения (у У. А. Мазетти). Во время учёбы в консерватории сама давала частные уроки, преподавала в начальном училище.
С 1915 года играла в миниатюрах на сцене театра-кабаре «Летучая мышь» (Москва).
Впервые на оперную сцену вышла в 1917 году в Оперном театре Зимина. В 1919 году выступала на сцене Театра художественно-просветительского союза рабочих организаций (ХПСРО). В этом же году вместе с Ф. И. Шаляпиным пела в опере «Севильский цирюльник» Дж. Россини в саду «Эрмитаж» (все в Москве).
С 1920 по 1947 год — солистка Большого театра в Москве. Дебютом на сцене театра стала партия Розины («Севильский цирюльник» Дж. Россини).
Одновременно, в 1920—1924 годах пела в Оперной студии Большого театра под руководством К. С. Станиславского и Музыкальной студии МХТ под руководством В. И. Немировича-Данченко (ныне Московский музыкальный театр имени К. С. Станиславского и Вл. И. Немировича-Данченко). Исполнила роль Клеретты в оперетте «Дочь мадам Анго» Ш. Лекока.
Обладала лёгким подвижным красивым голосом, филигранной вокальной техникой.
Выступала и как камерная певица. В репертуаре 600 различных произведений композиторов разных эпох и стран: арии из национальных, западно-европейских опер, русская вокальная лирика, сочинения советских композиторов, народные песни (русские, украинские, чешские, английские, шотландские, ирландские, норвежские, испанские, греческие).
Одной из первых певица начала культивировать тематически стройные программы. Таковым был один из её первых самостоятельных концертов в Колонном зале Дома Союзов, посвященный «Танцу в вокальной музыке».
С 1929 года гастролировала за рубежом (Германия, Великобритания, Турция, Польша, Югославия, Болгария).
Член ВКП(б) с 1940 года.
После начала Великой Отечественной войны пожертвовала деньги и личные ювелирные украшения в Фонд обороны.
В 1950—1953 годах преподавала в Московской консерватории им. П. И. Чайковского (с 1952 — профессор).
Депутат Верховного Совета РСФСР 1-го созыва (1938—1946), с 1947 года — депутат Моссовета. В течение 30 лет была председателем президиума правления в Центральном Доме работников искусств. Занимала руководящие посты в оперной студии Большого театра, в президиуме Всесоюзного общества культурной связи с заграницей.
В 1947 году в Сочи, на улице Черноморской, построила дачу с намерением открыть оперно-вокальную студию. С 1947 по 1967 годы часто бывала в этом городе, жила здесь по нескольку месяцев в году, принимала участие в общественной и культурной жизни курорта, была членом художественного совета Сочинской филармонии, одновременно занимаясь вокально-педагогической деятельностью.
Умерла 13 декабря 1967 года в Сочи. Похоронена на Центральном Успенском кладбище в Сочи.

### Семья
- Муж — Барсов Константин Константинович (1889—1938), родственник Инны Барсовой, заведующий бактериологической лабораторией Рублевской водонасосной станции. Арестован в январе 1938 года по сфабрикованному «Делу о контрреволюционной шпионской организации микробиологов и работников водоснабжения». Расстрелян 27 сентября 1938 года. Реабилитирован в 1956 году. Место захоронения — расстрельный полигон «Коммунарка»[5].

## Звания и награды
- Народная артистка СССР (02.06.1937)
- Сталинская премия первой степени (1941) — за многолетние выдающиеся достижения в области театрально-вокального искусства[6]
- Орден Ленина (02.06.1937) — за выдающиеся заслуги в деле развития оперного и балетного искусства
- Орден Трудового Красного Знамени (1951)
- Медаль «За доблестный труд в Великой Отечественной войне 1941—1945 гг.»
- Медаль «В память 800-летия Москвы»

## Творчество

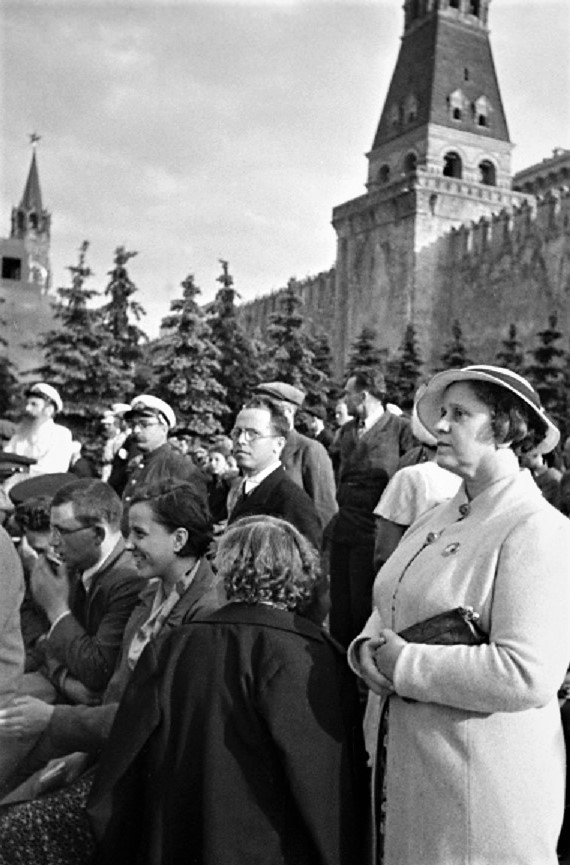
Народная артистка СССР Валерия Барсова на Красной площади. 1938. Фото П. Трошкина

### Вокальные партии
- 1920 — «Севильский цирюльник» Дж. Россини — Розина
- 1927 — «Иван-солдат» К. А. Корчмарёва — Красота Неописанная
- 1928 — «Лакме» Л. Делиба — Лакме
- 1937 — «Руслан и Людмила» М. И. Глинки — Людмила
- 1939 — «Иван Сусанин» М. И. Глинки — Антонида
- 1941 — «Ромео и Джульетта» Ш. Гуно — Джульетта
- «Золотой петушок» Н. А. Римского-Корсакова — Шемаханская царица
- «Садко» Н. А. Римского-Корсакова — Волхова
- «Снегурочка» Н. А. Римского-Корсакова — Снегурочка
- «Сказка о царе Салтане» Н. А. Римского-Корсакова — Царевна Лебедь
- «Царская невеста» Н. А. Римского-Корсакова — Марфа
- «Риголетто» Дж. Верди — Джильда
- «Травиата» Дж. Верди — Виолетта
- «Трубадур» Дж. Верди — Леонора
- «Гугеноты» Дж. Мейербер — Маргарита
- «Чио-Чио-Сан» Дж. Пуччини — Чио-Чио-Сан
- «Богема» Дж. Пуччини — Мюзетта
- «Манон» Ж. Массне — Манон
- «Паяцы» Р. Леонкавалло — Недда
- «Похищение из сераля» В. А. Моцарта — Констанца
- «Сказки Гофмана» Ж. Оффенбаха — Джульетта, Олимпия, Антония
- «Дочь мадам Анго» Ш. Лекока — Клеретта
- «Гензель и Гретель» Э. Хумпердинка — Гретель
- «Пиковая дама» П. И. Чайковского — Прилепа
- «Кармен» Ж. Бизе — Мерседес

### Театр-кабаре «Летучая мышь»
Миниатюры:
- «Заря-Заряница» (на стихи Ф. К. Сологуба и музыку Суворовского)
- «Вихрь» А. П. Малявина (инсценированная картина)
- «Магазин мадам Бурдье» (сцены уходящей Москвы)
- «Серенада Фавна» (на музыку В. А. Моцарта)
- «Катенька» (забытая полька 80-х годов).
- «Свадьба при фонарях» Ж. Оффенбаха — Вдовушка-совушка

## Фильмография
- 1935 — Славная годовщина (документальный)
- 1951 — Большой концерт — хозяйка гостиной в Большом театре

## Память
- В честь Валерии Барсовой названы кратер Барсова на Венере и улица в Астрахани.
- В Астрахани проводятся Международные музыкальные фестивали имени Валерии Барсовой и Марии Максаковой.
- В июне 1972 г. в честь 80-летия со дня рождения народной артистки СССР В. В. Барсовой на фасаде (юго-западном) дома № 8 по ул. Черноморской была укреплена мемориальная доска: «В этом доме с 1947 по 1967 гг. жила народная артистка Союза ССР Валерия Владимировна Барсова».
- В 1988 году в её доме был открыт «Музей-дача народной артистки СССР В. Барсовой», как отдел музея истории города-курорта Сочи.
- В Москве по адресу Воротниковский переулок, 7 ст4 установлена мемориальная доска «В этом доме 1932 по 1967 год жила народная артистка СССР лауреат государственных премий Валерия Владимировна Барсова».
- В 1989 году на торцевой стене МБОУ СОШ № 12 Астрахани установлена мемориальная доска «Улица названа в 1989 году в честь выдающейся советской певицы, народной артистки СССР Валерии Владимировны Барсовой (1892—1967)».